# William Griffith
William Griffith (Londres, 4 de março de 1810 — Malaca, 9 de fevereiro de 1845) foi um médico, naturalista, explorador e botânico que se destacou no estudo da flora do subcontinente indiano.

## Biografia
Publicou sobre a flora da Índia e de Burma. Originalmente foi empregado como cirurgião civil na provincia de Tenasserim, Burma, onde estudou a flora local e realizou expedições de herborização no vale do rio Barak em Assam. Explorou várias regiões de Burma, atravessando rios, chegando até Irauádi e Rangoon. Visitou as colinas de Sikkim e a região dos Himalayas, em Shimla.
Foi transferido como cirurgião para a colónia de Malaca, onde faleceu de uma doença hepática parasitária.
Foi membro de múltiplas sociedades científicas, entre as quais a Sociedade Agri-Hortícola da Índia, a Real Academia Natural de Bonn, a Real Sociedade Entomológica de Londres e a Sociedade Linneana de Londres.

## Publicações
Entre outras, é autor das seguintes publicações:
- Griffith, William. 1847. Journals of Travels in Assam Burma Bootan Affghanistan and the Neighbouring Countries Bishop's College Press, Calcutta; reimpreso 2001 Munshiram Manoharlal Publishers, N.Delhi
- 1847. Posthumous papers bequeathed to the honorable the East India company. Volumen I. Ed. Ch'eng Wen Pub. Co. xxix + 520 pp. Online
- 1847. Icones plantarum asiaticarum...: Development of organs in phanærogamous plants. Ed. Bishop's College Press. 661 pp. Online
- 1900. Excursions. Ed. Hudson-Kimberly Pub. Co. 144 pp (reeditada por BiblioBazaar em 2010, 152 pp. ISBN 1141660008).